# Bancroft (Iowa)
Bancroft è un comune degli Stati Uniti d'America, situato nello Stato dell'Iowa, nella contea di Kossuth.